# Zákopová válka

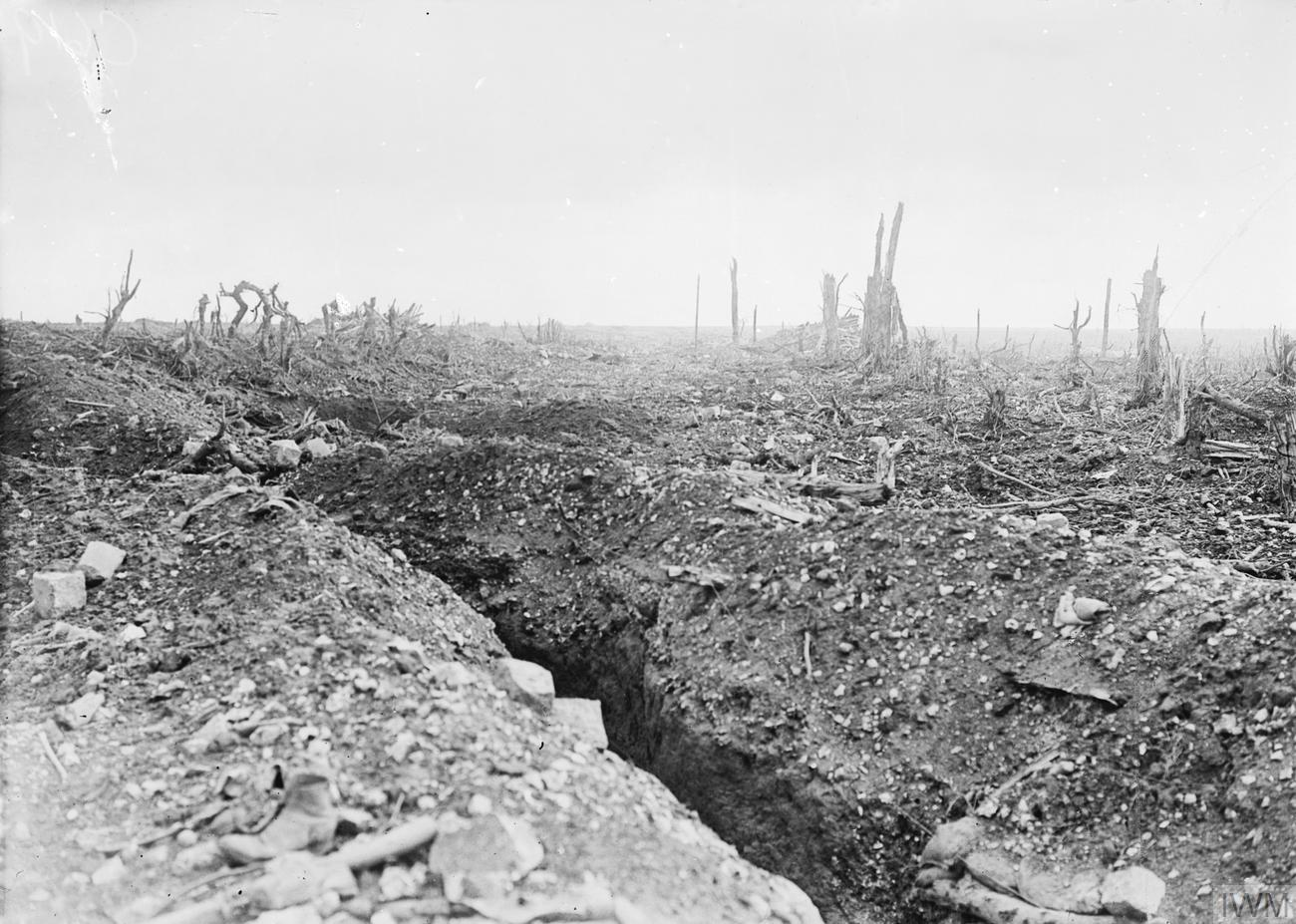
Pohled na území, které leží na frontové linii v zákopové válce

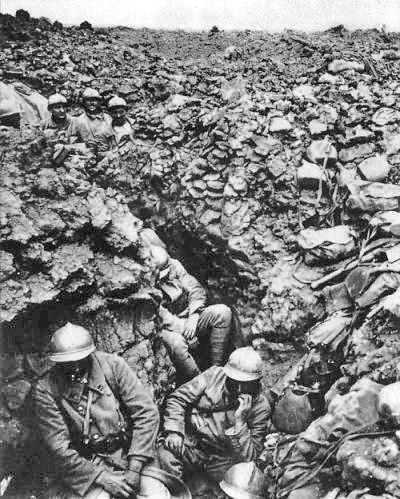
Francouzský 87. regiment v zákopech v bitvě o Verdun

Zákopová válka (též poziční válka) je vojenský termín, kterým se označuje nepohyblivá, statická válka. Ve větším rozsahu se objevila za první světové války. Vznikla v důsledku enormního vzrůstu palebné síly zvýhodňující zakopaného obránce a absence dostatečně mobilních prostředků, které by s dostatečnou mírou rychlosti, bezpečnosti a úderné síly dokázaly pronikat přes obranné linie na frontě a do týlu protivníka.

## Příčina vzniku zákopové války

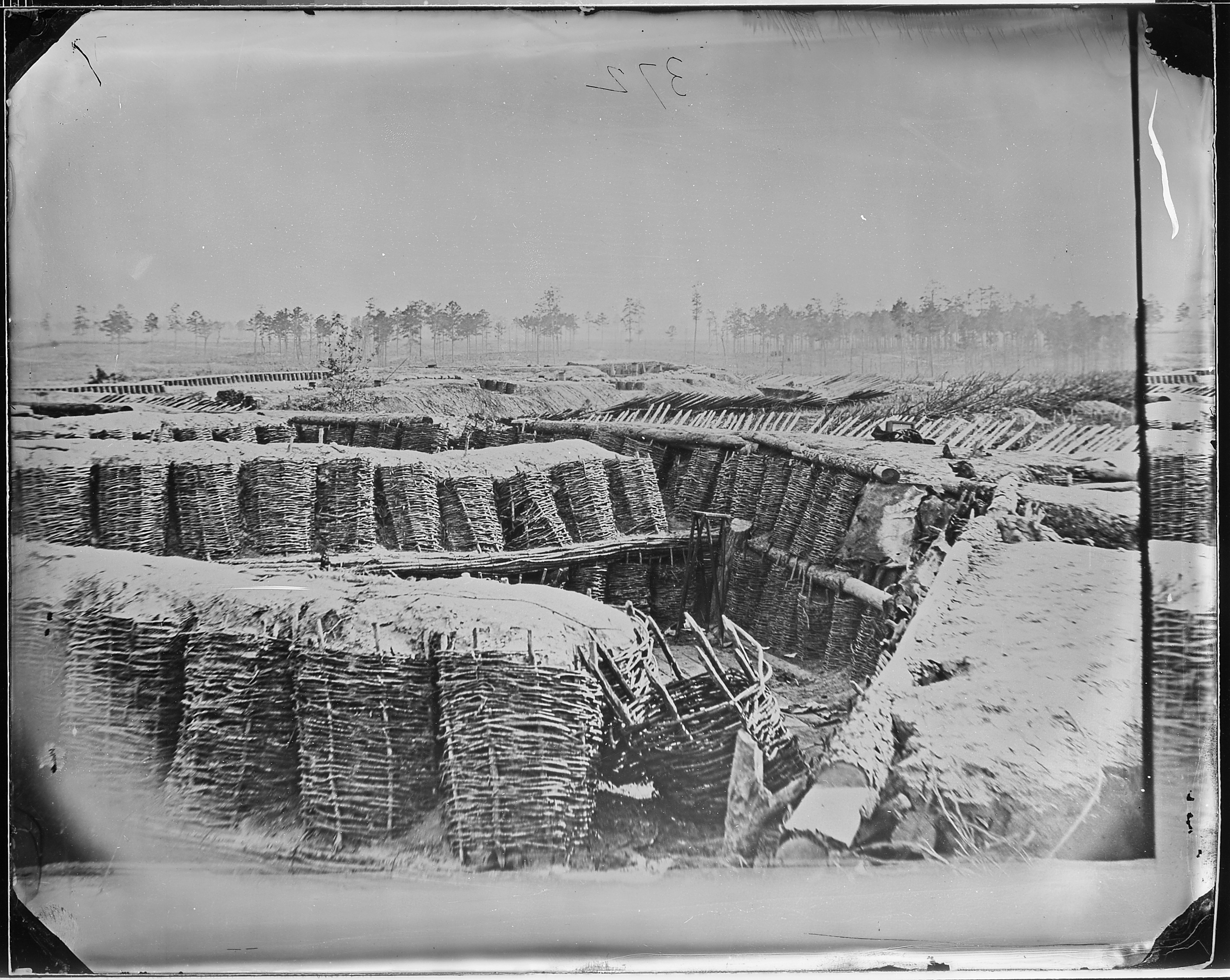
Zákopy Konfederace během obléhání Petersburgu

Termín zákopové války přímo souvisí s uvedením kulometu na válečná pole, jelikož nová automatická zbraň zcela změnila poměr sil na bojišti ve prospěch obránců. Jeho palebná převaha založená ve vysoké kadenci, posílená ještě masivním zavedením protipěchotních překážek z ostnatého drátu na bojišti spolu s rozšířením polního telefonu a těžkého dělostřelectva, umožňovala dostatečně vybavené straně rychle postavit na patřičném úseku bojiště velmi silnou palebnou přehradu, což velmi ztížilo pěchotě a jezdectvu pronikat přes zemi nikoho a připravené linie obránců. K jejich proražení bylo zpravidla zapotřebí shromáždit obrovskou početní převahu, popřípadě velmi silnou palebnou podporu a i tak byl úspěch zpravidla vykoupen velkými ztrátami. Pokud si nepřítel mohl dovolit připravit několikanásobně zmnožená obranná postavení a měl k disposici dostatečně silné zálohy, byl úspěch útočníka navíc mizivý, neboť brzy narazil na novou linii, stejně těžko průchozí, jako ta předešlá.

## Logický vývoj
Obránci, kteří se postavili na odpor postupující armádě, na začátku svedli bitvu o zastavení postupu. Při prvotním zastavení došlo k vybudování prvotních obranných pozic v podobě zákopů, od kterých následně dostalo své pojmenování. Při neschopnosti útočníků prorazit obrannou pozici, se pokusili o obchvat, což opět vedlo k vybudování dalších zákopů na místě, kde se pokusili o průnik. Vlivem nedostatečné mobility měli obránci dostatek času budovat obranné pozice. Útočníkovi vyčerpanému útoky nezbylo než vybudovat síť obranných pozic, čímž vznikl pás zákopů na obou válčících stranách a tím došlo k znehybnění fronty.

## Důsledky
Zákopová válka se projevuje znehybněním frontové linie, která se táhne na území nikoho mezi dvěma stranami. Každá strana má vybudovaný důmyslný systém zákopů, obranných pevností, protipěchotních překážek, palebných postů a ostnatého drátu. Posun o několik metrů za celé týdny bojů není výjimkou a je vykoupen obrovskými ztrátami na lidských životech. Zpravidla dochází k tomu, že se bojující strany posunují sem a tam v závislosti na podnikaných ofenzívách a protiofenzívách. Oblast válečné linie je velmi silně poškozena, jelikož je vystavena útrapám dlouhých bojů. Ty často nabírají charakter obrovských materiálních a opotřebovacích bitev, kde rozhodující roli hrají zásoby munice a počet vojáků, nebo (v případě, že má útočník štěstí) moment překvapení (kterého však musí být dosaženo na strategické úrovni).

## Zákopová válka v historii

Britský voják v zákopu během bitvy na Sommě

Zákopová válka je prvek, který se na bojišti poprvé objevuje během rusko-japonské války při obléhání Port Arthuru. Ačkoliv většina tehdejších mocností vyslala do této války své pozorovatele, prakticky žádná z nich se nepoučila v tom směru, jaký masakr představuje útok pěchoty na zakopané postavení nepřítele. V Evropě a v masovém měřítku se zákopová válka objevuje v I. světové válce, kdy se při postupu německých jednotek do Francie podařilo Francouzům zastavit Němce a zakopat se. Následné pokusy Německa obejít obranné pozice měly za následek jen prodloužení linie zákopů od kanálu La Manche až po hranice neutrálního Švýcarska. Ani jedna strana neměla na začátku války žádný vhodný prostředek, kterým by se pokusila situaci změnit. Až nástup tanků a bojových plynů ke konci války měl za následek částečné rozhýbání fronty, nicméně první tanky byly ještě příliš pomalé a neohrabané, aby přinesly skutečně revoluční změnu ve vývoji válčení. Nejznámější bitvy v zákopové válce proběhly u francouzského města Verdun během bitvy o Verdun a na řece Sommě. Ve druhé světové válce už byla zákopová válka vzácná, nicméně i zde se vyskytla, například za zimní války na Karelské šíji, kde nebyly podmínky příliš vhodné pro mobilní válku.
Jeden z posledních konfliktů, ve kterém se vyvinula zákopová válka byla válka v Koreji (hlavně v roce 1953).

## Zákopová válka dnes
V dnešní době je zákopová válka většinou již minulostí, jelikož armády většinou disponují prostředky, které umožňují vést mobilní válku. Tanky, letadla a dopravní prostředky pro vojsko umožňují rychle obcházet oblasti se zvýšenou obranou a nechat je vyřadit soustředěním palebné převahy (dělostřelectvo, nálety atd.) či jejich odříznutím od logistického jištění a vyhnout se tak tvrdým bojům o každý zákop.
K zákopové válce tak dochází už jen ve velmi specifických situacích – v těžko průchodném terénu, na neobejitelných úzkých šíjích a v méně vyspělých zemích.

## V přeneseném slova smyslu
Pojem „zákopová válka“ se v současnosti též používá u sporů o určitou věc, o kterou obě strany úpěnlivě bojují a ani jedna ze svých nároků nechce ustoupit.